# 어니스트 리 메이저
어니스트 리 메이저(Ernest Lee Major, 1864년~1950년)는 미국의 화가이다.

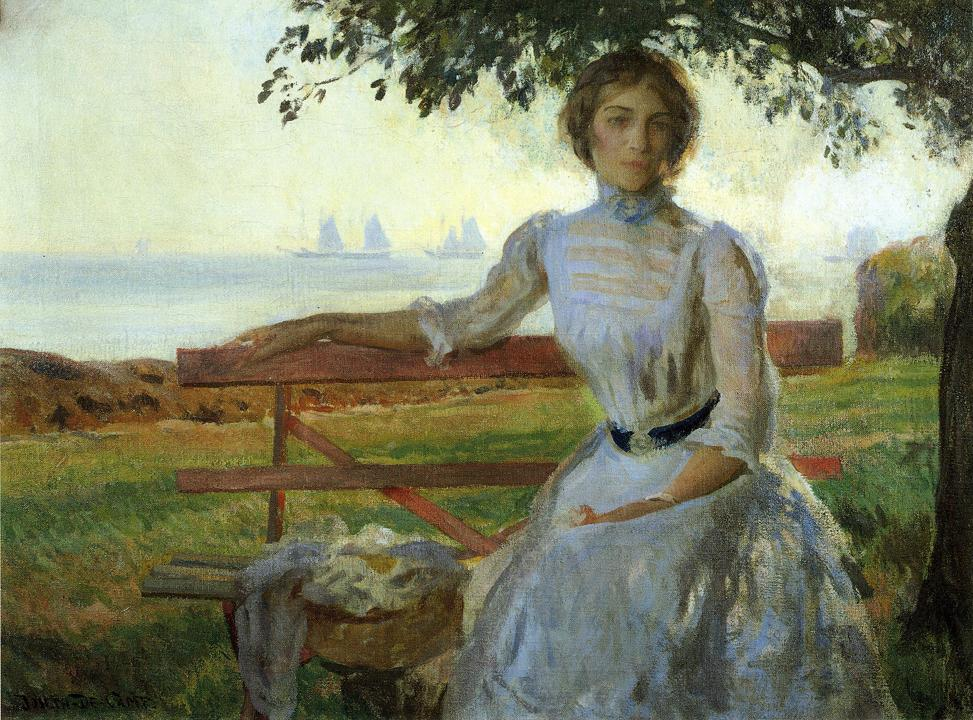
보스턴 동료 예술가 조지프 디캠프가 그린 메이저의 아내

## 초기 생애 및 교육
원래 워싱턴 D.C. 지역 출신인 메이저는 처음에는 E. C. 메소 밑에서 코코런 미술관에서 공부한 다음, 윌리엄 메리트 체이스와 함께 아트 스튜던츠 리그 오브 뉴욕에서 공부했다. 하퍼 하가르텐 상은 그에게 유럽을 여행할 기회를 주었고, 그곳에서 그는 귀스타브 불랑제와 쥘 조제프 르페브르 밑에서 공부했다.

## 경력
1888년 미국으로 돌아온 메이저는 1896년 매사추세츠 주립 사범학교에서 교직을 맡을 때까지 카울스 미술학교에서 가르쳤다. 1908년부터 그는 펜웨이 스튜디오로 옮겨 개인 교습을 하고 그림을 그렸다.
메이저의 작품은 1915년 파나마-태평양 국제 박람회에서 은메달을, 1917년에는 보크 상을 수상했다.
메이저가 사망하자 보즈 갤러리는 추모 전시회에서 그의 작품을 전시했다.

## 더 읽어보기
- 《Fine American art from 1845 to 1960》 (영어). Spanierman Gallery, LLC. 2005년 1월 1일. ISBN 9780945936688.
- Major, Ernest Lee; Cesare, Alfred Di; Boston, Vose Galleries of (1995년 1월 1일). 《Ernest Lee Major, 1864-1950》 (영어). Vose Galleries of Boston.